# Operacja Eiche
Operacja Eiche – operacja wojskowa zrealizowana przez III Rzeszę, której celem było uwolnienie Benito Mussoliniego. Nazwę operacji (Eiche) tłumaczy się na język polski jako dąb.

## Przyczyny
Wskutek wielu niepowodzeń wojennych rosło niezadowolenie włoskiej ludności wyrażane w strajkach i protestach przeciwko partii faszystowskiej. 25 lipca 1943 roku Wielka Rada Faszystowska zdecydowała o odsunięciu Benito Mussoliniego od władzy, tego samego dnia król Wiktor Emanuel III pozbawił Mussoliniego stanowiska premiera i nakazał jego internowanie. Nowym premierem kraju został Pietro Badoglio. Na początku Mussolini uwięziony był rezydencji króla Włoch Villa Savoia, później został przewieziony do koszar karabinierów w rzymskim Zatybrzu. Jeszcze tego samego dnia przewieziono go do gmachu szkoły kadetów policji, w którym spędził dwa dni.

## Operacja

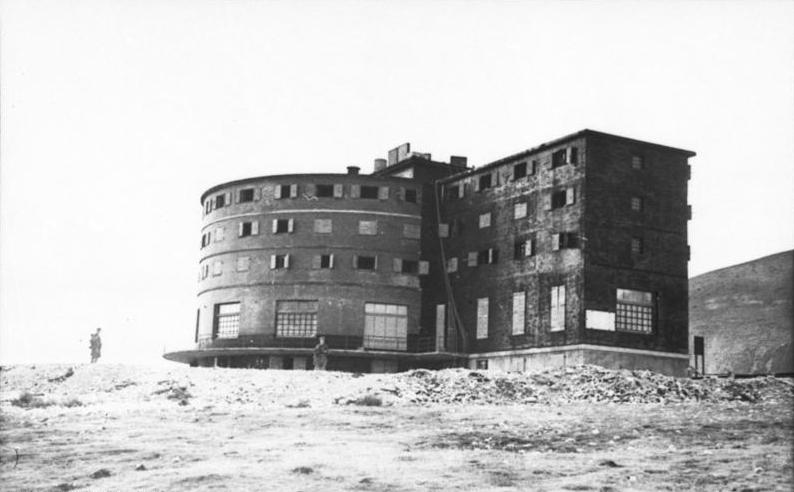
Hotel Albergo-Rifugio, w którym więziony był Mussolini

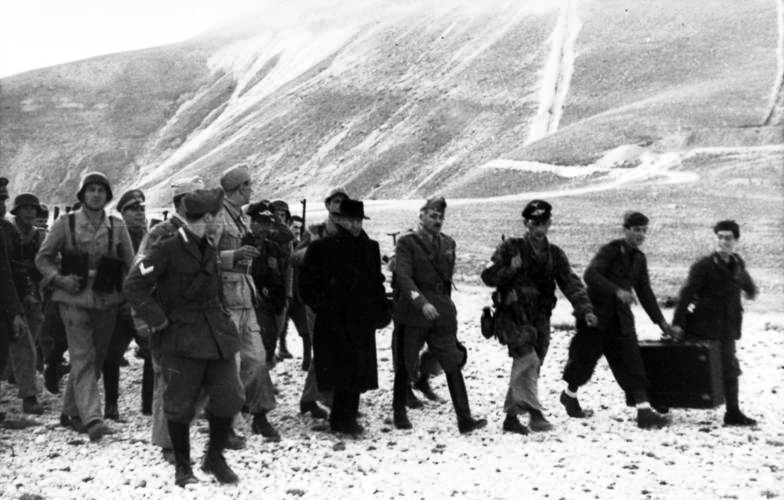
Mussolini ze spadochroniarzami po uwolnieniu

26 lipca 1943 roku Otto Skorzeny spotkał się w Wilczym Szańcu z Adolfem Hitlerem, od którego otrzymał rozkaz udziału w operacji, która miała na celu uwolnienie internowanego Mussoliniego. Na potrzeby operacji Skorzeny został oddelegowany do Luftwaffe i oddał się pod dowództwo generała Kurta Studenta, któremu zostało powierzone dowództwo nad całą operacją. Wkrótce nastąpiło spotkanie Skorzenego ze Studentem. Niemieckie dowództwo nie wiedziało jednak, gdzie internowany był Mussolini, więc musiało czekać aż wywiad ustali miejsce uwięzienia duce. Przez 10 dni do 6 sierpnia duce był przetrzymywany na wyspie Ponza, później przetrzymywano go na Sycylii; Mussolini był często przewożony, aby utrudnić Niemcom jego odbicie. Skorzenemu udało się ustalić, że Mussolini jest przetrzymywany w porcie La Maddalena, jednak jego odbicie pokrzyżowało rychłe przeniesienie duce 27 sierpnia w inne miejsce. W celu utrudnienia wykrycia miejsca internowania Mussoliniego włoski rząd rozpuszczał fałszywe plotki o miejscu jego przetrzymywania. Niemieckie służby opłacały swoich informatorów fałszywymi pieniędzmi pochodzącymi z Operacji Bernhard. Na początku września niemiecki nasłuch radiowy wykrył wzmożoną pracę włoskiej radiostacji w pobliżu góry Gran Sasso, wkrótce wywiadowi udało się ustalić, że duce więziony jest w hotelu Albergo-Rifugio w ośrodku narciarskim Campo Imperatore. W hotelu znajdował się tylko Mussolini, obsługa hotelu oraz 200 osób ochraniających duce (Mussolini zajmował pokój 201). Jedyną drogą prowadzącą do hotelu była kolejka linowa, którą łatwo było zablokować. Wkrótce Niemcy przeprowadzili lot rozpoznawczy za pomocą bombowca Heinkel He 111 wyposażonego w aparat fotograficzny lecącego ponad 5000 metrów nad poziomem morza. 12 września 1943 roku rozpoczęto próbę odbicia Mussoliniego. Grupa operacyjna była uzbrojona między innymi w karabinki FG42 (karabinki te zostały wtedy po raz pierwszy użyte bojowo), lekkie moździerze i karabiny maszynowe, jednak ogień miał zostać otworzony jedynie w razie konieczności. Częścią żołnierzy, których zadaniem było wylądowanie szybowcami w pobliżu hotelu dowodził Georg Freiherr von Berlepsch, zaś drugą częścią żołnierzy, których zadaniem było opanowanie dolnej stacji kolejki liniowej oraz lotniska w Aquila de Abruzzi, dowodził major Harald Mors. W operacji brali udział spadochroniarze Studenta oraz komandosi Skorzenego. Tuż przed zaplanowanym startem szybowców lotnisko Pratica de Mare, z którego maszyny miały wystartować, zostało zbombardowane przez wojska amerykańskie. Wskutek uszkodzenia nawierzchni lotniska dwa niemieckie szybowce rozbiły się podczas startu. Spadochroniarzy transportowano niemieckimi szybowcami transportowymi DFS 230. Na pokładzie szybowca Skorzenego znajdował się zabrany tam pod przymusem dowódca włoskich karabinierów Fernando Soleti, którego obecność miała powstrzymać Włochów przed otwarciem ognia do niemieckich samolotów oraz zabiciem Mussoliniego i wprowadzić zamęt w szeregach Włochów. Około godziny 14:00 niemieckie szybowce zaczęły lądować w pobliżu hotelu w Campo Imperatore. Po wylądowaniu Soleti pobiegł do włoskich żołnierzy ochraniających duce i rozkazał im nie strzelać do niemieckich żołnierzy. Wkrótce po spotkaniu Skorzenego z dowódcą obrony hotelu Włosi skapitulowali. W tej sytuacji Niemcy błyskawicznie zajęli hotel. Pierwszym, który nawiązał kontakt z Mussolinim, był Skorzeny. Ostatni szybowiec, który miał wylądować w pobliżu hotelu, rozbił się i były to jedyne straty odniesione przez III Rzeszę w trakcie operacji. Po dwunastu minutach od lądowania niemieckich szybowców Mussolini był już uwolniony. Niemcy opracowali trzy wersje odwrotu z duce, wedle pierwszej Mussolini miał zostać przetransportowany na opanowane wcześniej przez żołnierzy Morsa lotnisko Aquila, wedle drugiej w pobliżu dolnej stacji kolejki linowej prowadzącej do hotelu miał wylądować mały samolot Fieseler Fi 156 Storch, zaś wedle trzeciej drugi Fieseler Fi 156 Storch miał wylądować w pobliżu hotelu w Campo Imperatore. Z pierwszej wersji odwrotu zrezygnowano z powodu niemożliwości nawiązania łączności radiowej z oddziałem, który opanował lotnisko; z drugiej wersji zrezygnowano, ponieważ samolot, który wylądował w pobliżu dolnej stacji kolejki liniowej uległ uszkodzeniu. Ostatecznie więc drugi Fieseler Fi 156 Storch pilotowany przez Heinricha Gerlacha wylądował na łące przy hotelu. Samolot był dwumiejscowy, jednak ostatecznie lecieli nim Gerlach, Skorzeny i Mussolini. Przeciążony samolot leciał tuż nad szczytami, w trakcie lotu stracił jedno koło, jednak bezpiecznie wylądował. Wkrótce Skorzeny i Mussolini polecieli Heinkelem He 111 do Wiednia, a potem do Wilczego Szańca, gdzie duce spotkał się z Hitlerem. 

## Skutki
Uwolniony Mussolini stał się przywódcą zależnej od III Rzeszy Włoskiej Republiki Socjalnej. Skorzeny uzyskał awans na stopień Sturmbannführera oraz Krzyż Rycerski. Oprócz tego Skorzeny zyskał ogromną sławę; przypisano mu także większość zasług związanych z operacją. Student, Gerlach, Mors oraz von Berlepsch również zostali odznaczeni różnymi orderami za udział w operacji. Propaganda nazistowska przypisała większość zasług SS, a zmarginalizowała zasługi Luftwaffe.